# Yashio
Yashio (八潮市, Yashio-shi) est une ville située dans la préfecture de Saitama, au Japon.

## Géographie

### Localisation
Yashio est située dans l'extrême sud-est de la préfecture de Saitama, à environ 20 kilomètres du centre de Tokyo.

### Démographie
En 2011, la population de Yashio était de 83 387 habitants répartis sur une superficie de 18,03 km2. En août 2023, la population était de 92 884 habitants.

### Hydrographie
Yashio est bordée à l'est par la rivière Naka.

### Climat
Yashio a un climat subtropical humide caractérisé par des étés chauds et des hivers frais avec des chutes de neige légères ou inexistantes. La température moyenne annuelle est de 14,9 °C. La pluviométrie annuelle moyenne est de 1 482 mm, septembre étant le mois le plus humide.

## Histoire
La région actuelle de Yashio a été colonisée pendant la période Kofun et faisait partie de la province de Shimōsa depuis l'époque de Nara. Pendant l'époque d'Edo, la zone dépendait directement du shogunat Tokugawa. 
Le village moderne de Yashio est créé le 28 septembre 1956 de la fusion des villages de Shiodome, Hachijō et Yahata le 28 septembre 1956. Il obtient le statut de bourg le 1er octobre 1964, puis de ville le 15 janvier 1972.

## Transports
La ville est desservie par le Tsukuba Express à la gare de Yashio.